# شخص صديق للبيئة

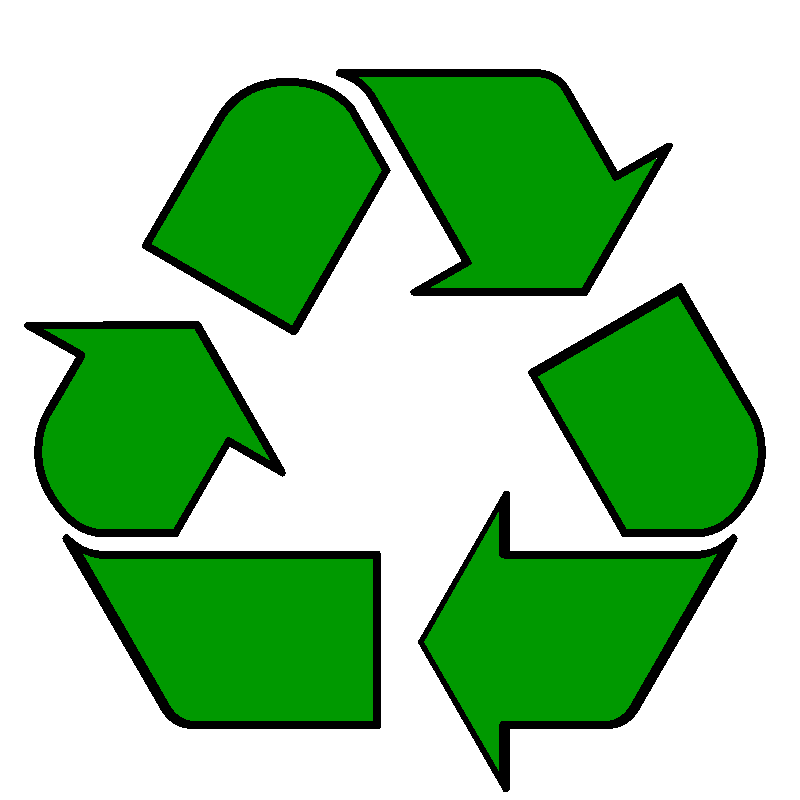
إعادة تدوير النفايات محافظة على البيئة

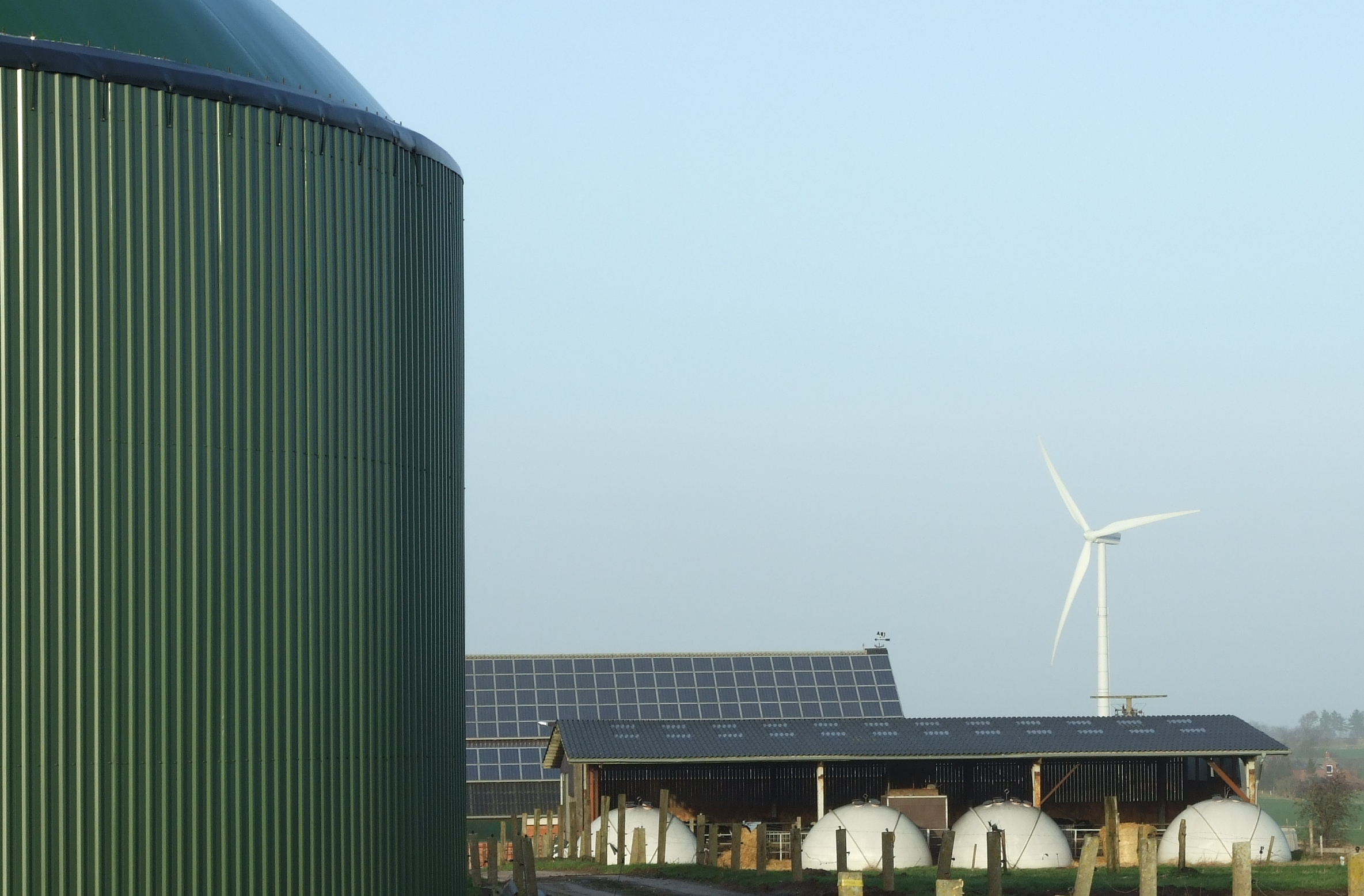
استخدام الطاقة المتجددة حفاظ على البيئة

شخص صديق للبيئة البيئة هي الوسط الذي يحيط بنا، والشخص الصديق للبيئة هو الشخص الذي يحافظ على البيئة و لا يقوم بأعمال تؤثر سلباً على البيئة.
الشخص الصديق للبيئة هو الشخص الذي ينتقل من خلال الحياة مع الوعي بكيفية استخدام الموارد الطبيعية لخلق ودعم الحياة التي يعيشون فيها. فهي تقوم بإعادة تدوير النفايات وحفظ المياه والوقود واتخاذ خيارات أخرى لا تقلل من تأثيرها على البيئة فحسب، بل تدعم أيضا الصناعات التي تعمل على تحقيق مسؤولية بيئية أكثر.

## شخص صديق للبيئة
- شخص يستخدم الدراجة الهوائية بدل من السيارة لتخفيف من انبعاثات الغازات الملوثة للبيئة.
- شخص يستخدم المنتجات الصديقة للبيئة.
- شخص يحفظ على المياه ويقلل من إستخدامها لغير الحاجة.
- شخص يستخدم منزل صديق للبيئة.
- شخص يهتم بإعادة تدوير النفايات.
- شخص يقلل من استخدام الطاقة حيث امكن و غالباً ما يستخدم الطاقة المتجددة.
- شخص يكثر من زراعة النباتات و يحافظ على الغطاء النباتي.

## إيجابيات الحفاظ على البيئة
الحفاظ على البيئة، والحفاظ على الغطاء النباتي، له مردود على الإنسان بالحفاظ على صحته، بتنفسه الهواء النقي، لأن النبتات تقوم بتنقية، الجو من الغازات الضارة . واستخدام الطاقة المتجددة، يقلل من تلوث الهواء، والحفاظ على صحة الأطعمة، الذي يأكلها الإنسان، والحيوان.
كما إن الحفاظ على البيئة، يحفظ الحيوانات البرية، والبحرية، من الموت.